# Chauliops bisontula
Chauliops bisontula är en insektsart som beskrevs av Banks 1909. Chauliops bisontula ingår i släktet Chauliops och familjen Malcidae. Inga underarter finns listade i Catalogue of Life.